# Evangelisches Kirchengesangbuch

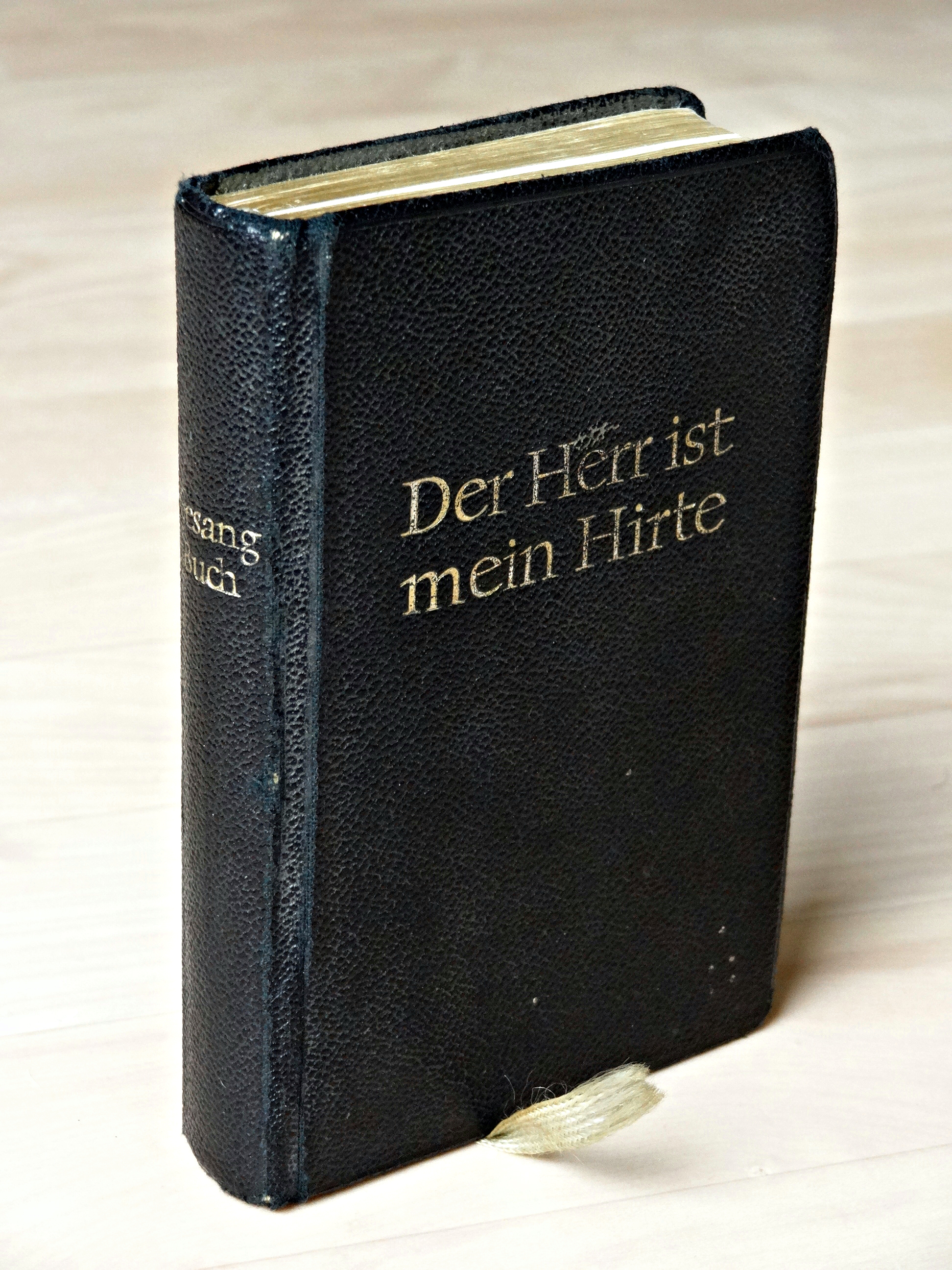
Der Herr ist mein Hirte, Evangelisches Kirchengesangbuch für die Evangelische Kirche in Hessen und Nassau, 17. Auflage, 1962, mit Goldschnitt

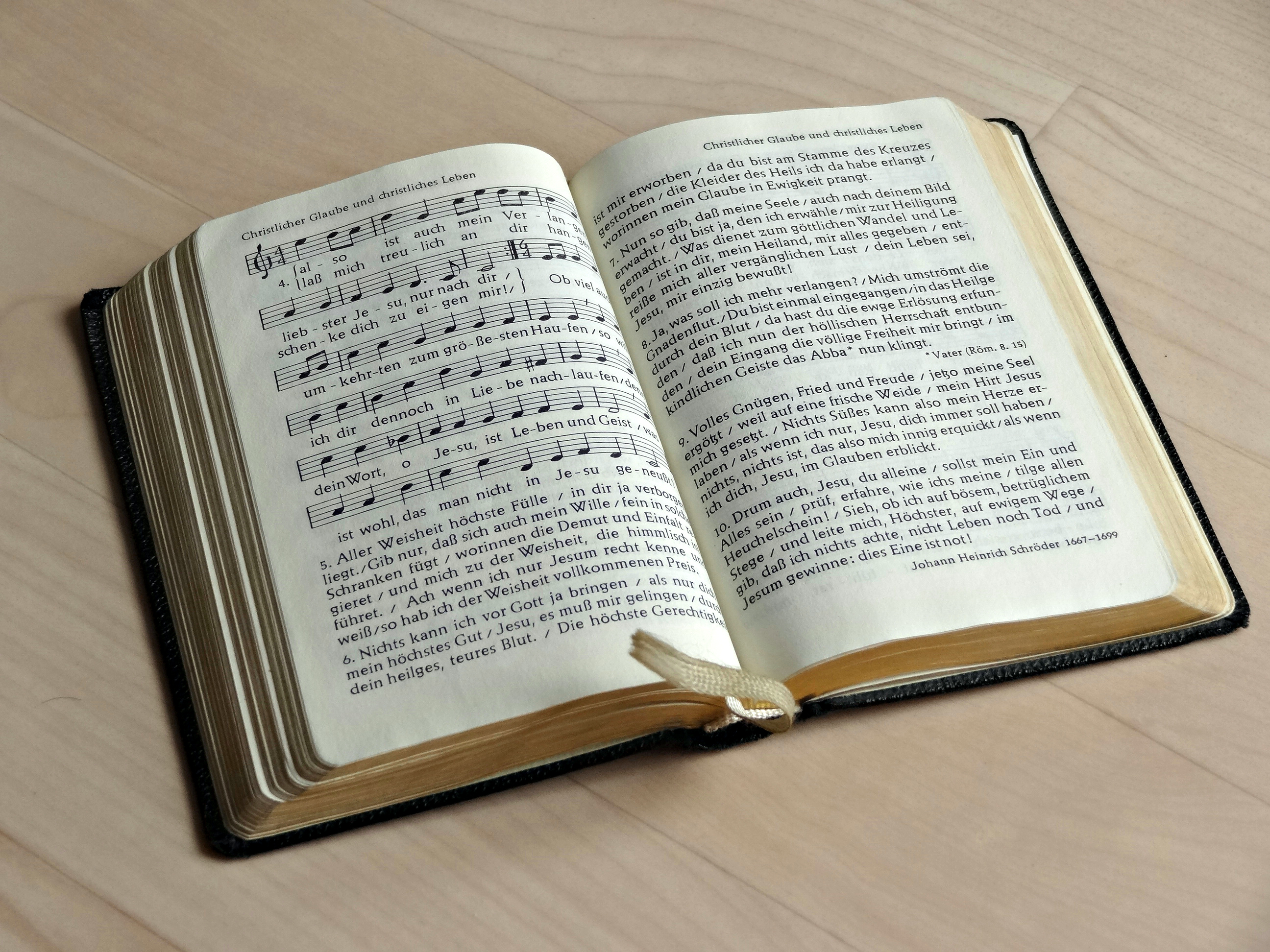
259. Eins ist not! Ach Herr, dies Eine (EM I u. II), Text: Johann Heinrich Schröder (1667–1699), Melodie: Adam Krieger 1657, geistlich Joachim Neander / Halle 1704, eine andere Weise: Johann Sebastian Bach 1736, Kapitel: Christlicher Glaube und christliches Leben, Evangelische Kirche in Hessen und Nassau, 17. Auflage, 1962

Das Evangelische Kirchengesangbuch (EKG) war das erste gemeinsame Gesangbuch der deutschsprachigen Kirchengemeinden in den evangelischen Landeskirchen Deutschlands und den beiden evangelischen Kirchen Österreichs. Die Kirchen in der Schweiz sowie die meisten evangelischen Freikirchen haben eigene Gesangbücher. Das EKG wurde je nach Landeskirche zwischen 1950 und 1969 eingeführt, dann 1987 in der Selbständigen Evangelisch-Lutherischen Kirche – hier in erweiterter Form unter dem Titel Evangelisch-Lutherisches Kirchengesangbuch (ELKG). Zwischen 1993 und 1996 wurde es durch das heutige Evangelische Gesangbuch ersetzt.

## Geschichte
Schon Mitte des 19. Jahrhunderts gab es Bestrebungen, ein möglichst einheitliches evangelisches Gesangbuch für die deutschsprachigen Kirchen herauszubringen. So trafen sich 1853 in Eisenach Vertreter einiger evangelischer Landeskirchen, um aus dem reichen Schatz deutschsprachiger Kirchenlieder diejenigen herauszusuchen, die in möglichst vielen Gemeinden bekannt waren und gern und oft gesungen wurden. Es entstand daraus ein sogenannter Kern deutscher Kirchenlieder unter dem Titel Deutsches Evangelisches Kirchen-Gesangbuch in 150 Kernliedern, das auch unter der Bezeichnung Eisenacher Büchlein bekannt wurde.
Das „Eisenacher Büchlein“ wurde die Grundlage für ein 1915 erschienenes Gesangbuch unter dem Titel Deutsches Evangelisches Gesangbuch vom Deutschen Evangelischen Kirchenausschuss den deutschen evangelischen Gemeinden des Auslandes dargeboten, das neben einem allgemeinen Stammteil von 342 Liedern auch Geistliche Volkslieder (Nr. 343–387) enthielt. Die 342 Lieder des Deutschen Evangelischen Gesangbuchs (DEG), das später kurz auch als Einheitsgesangbuch bekannt war, wurde ab den späten 1920er Jahren in einigen nord-, west- und ostdeutschen Landeskirchen eingeführt und jeweils durch regionale Liederanhänge ergänzt. Es erschien in den altpreußischen Kirchenprovinzen Landessynodalverband der Freien Stadt Danzig, Ostpreußen,  Grenzmark Posen-Westpreußen und Westpreußen sowie in der Unierten Evangelischen Kirche in Polen (mit dem Liederanhang Nr. 343–472 sowie Geistliche Volkslieder Nr. 473–536), Brandenburg und Pommern (eingeführt 1931 mit Liederanhang Nr. 343–530 sowie Geistliche Volkslieder Nr. 531–583), Rheinland und Westfalen (eingeführt 1929 mit Liederanhang Nr. 343–540 sowie Geistliche Volkslieder Nr. 1–76), Kirchenprovinz Sachsen und Evangelische Kirche in Anhalt (mit Liederanhang Nr. 343–595) sowie Schleswig-Holstein-Lauenburg, gemeinsam mit den Landeskirchen in Hamburg, Lübeck und Eutin sowie der Mecklenburgischen Kirche (mit Liederanhang). Letzterem schloss sich in den 1940er Jahren auch die Bremische Evangelische Kirche an.

## Inhalt
Das EKG erschien 1950 in einer Stammausgabe mit 394 gemeinsamen Liedern und Gesängen. Die einzelnen Landeskirchen ergänzten den Stammteil mit eigenen Liedern und zusätzlichen Textteilen in unterschiedlichen Ausgaben. Die Lieder des gemeinsamen Stammteils des Evangelischen Kirchengesangbuchs hatten folgende Themen:

### Das Kirchenjahr
Dieser Abschnitt umfasste die Lieder Nr. 1–123 und beinhaltete Lieder zu den kirchlichen Festen Advent, Weihnachten, Jahreswende, Epiphanias, Passion, Ostern, Christi Himmelfahrt, Pfingsten und Trinitatis sowie kleinere Kirchenfeste und Lieder für den Schluss des Kirchenjahres.

### Der Gottesdienst
Dieser Abschnitt umfasste die Lieder Nr. 124–175 und beinhaltete Lieder zum Eingang des Gottesdienstes, Liturgische Gesänge, Lieder zum Beschluss des Gottesdienstes, Lieder über das Wort Gottes, die Heilige Taufe, das Abendmahl, die Konfirmation, die Trauung und die Bestattung.

### Psalmen, Bitt- und Lobgesänge für jede Zeit
Dieser Abschnitt umfasste die Lieder Nr. 176–331 und beinhaltete Psalmlieder, Lieder für die Kirche, Lob- und Danklieder, Lieder über den christlichen Glauben und das christliche Leben, Lieder über Gottvertrauen, Kreuz und Trost sowie Lieder über Tod und Ewigkeit.

### Lieder für besondere Zeiten und Anlässe
Dieser Abschnitt umfasste die Lieder Nr. 332–394 und beinhaltete Lieder für Tag und Jahr (Morgen-, Mittag- und Abendlieder), Lieder um das tägliche Brot, Lieder in Arbeit und Beruf, Lieder auf Reisen sowie Lieder für Volk und Vaterland.
Die Lieder waren innerhalb der einzelnen Themen chronologisch angeordnet, das heißt, das jeweils älteste Lied wurde zuerst aufgenommen. Bei den Liedern bemühte man sich, möglichst die Originalfassung von Text und Melodie zu verwenden. Dies führte dazu, dass auch bekanntere Melodien einiger Lieder, etwa die volkstümliche Weise des Liedes Geh aus, mein Herz, und suche Freud von August Harder, zunächst nicht in das Gesangbuch aufgenommen wurden. Erst bei späteren Neuauflagen einzelner Landeskirchen wurde die alte Weise durch die bekanntere Weise Harders ersetzt.
Die ältesten Lieder des EKG waren unter anderem die lateinischen Gesänge des Kirchenvaters Ambrosius von Mailand, die jedoch später bearbeitet und in deutscher Sprache wiedergegeben wurden, die jüngsten Lieder waren die Dichtungen Rudolf Alexander Schröders, von dem fünf Lieder, und Jochen Kleppers, von dem drei Lieder in den Stammteil aufgenommen wurden. Das jüngste Lied überhaupt dürfte die Nr. 35 (Also liebt Gott die arge Welt) von Kurt Müller-Osten (1905–1980) gewesen sein. Es wurde 1941 gedichtet. Insgesamt enthielt der Stammteil des EKG unter anderem 31 Lieder von Martin Luther, 30 Lieder von Paul Gerhardt und 10 Lieder von Gerhard Tersteegen.
Im Grundsatz sollte der gesamte Stammteil des Gesangbuchs von allen Landeskirchen unverändert übernommen werden. Waren die Textfassungen oder andere Melodien in einzelnen Landeskirchen jedoch geläufiger, so wurden ausnahmsweise auch diese Fassungen in die jeweilige Regionalausgabe aufgenommen. So enthielt zum Beispiel die Ausgabe für die Evangelische Landeskirche in Baden beim Lied Nr. 63 (O Haupt voll Blut und Wunden) zusätzlich eine besondere Textfassung der 2. Strophe. Gelegentlich wurden auch ganze Lieder in einer anderen Textfassung komplett in den Regionalteil des Gesangbuchs aufgenommen, so etwa beim Lied Nr. 48 (Wie schön leuchtet der Morgenstern), das unter anderem im Regionalteil Baden und Württemberg nochmals zu finden ist.

## Kritik

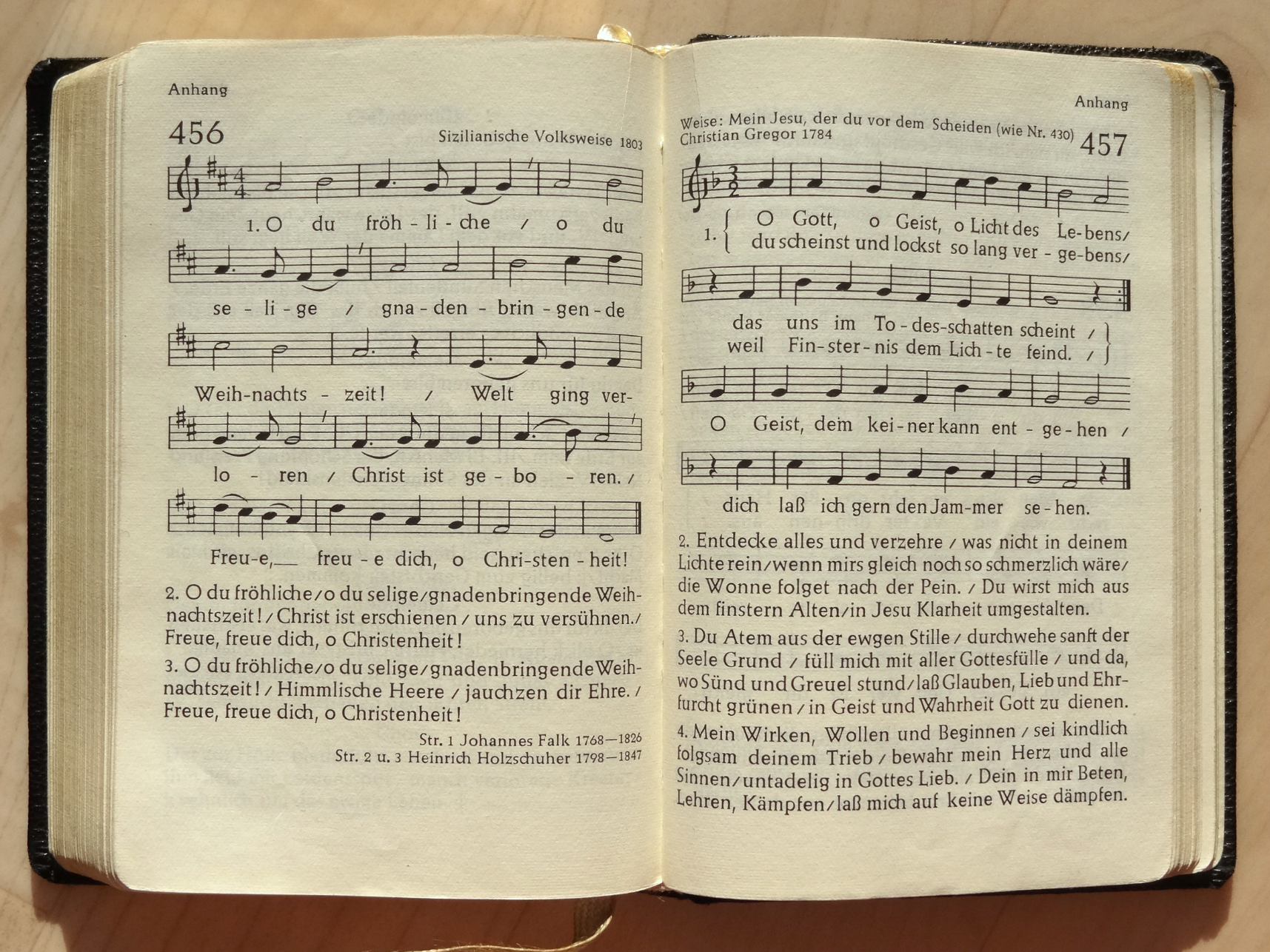
456. O du fröhliche, Liederanhang zum Evangelischen Kirchengesangbuch für die evangelischen Kirchen Hessens

Schon bald nach Einführung des EKG gab es auch Kritik. Bemängelt wurde, dass einige sehr bekannte Kirchenlieder fehlten. So enthielt der Stammteil des EKG weder die beiden bekanntesten Weihnachtslieder O du fröhliche und Stille Nacht noch die Choräle Großer Gott wir loben dich und Ich bete an die Macht der Liebe. Auch fehlten viele sogenannte geistliche Volkslieder wie etwa Harre meine Seele. Diese Lieder waren, wenn überhaupt, nur in einigen Regionalteilen zu finden. 

## Beihefte
Das EKG wurde seit den 1970er Jahren in den einzelnen Landeskirchen durch sogenannte „Beihefte“ ergänzt. Dabei wurden meist neue Kirchenlieder aufgenommen, um sie in den Kirchengemeinden bekannt zu machen. Daneben fanden Kanons als Singform erstmals Berücksichtigung. Die Beihefte nahmen häufig auch jene volkstümlichen geistlichen Lieder auf, deren Auslassung im EKG zuvor auf breite Kritik (s. o.) gestoßen war.

## Regionalteile des EKG
In den Gliedkirchen der Evangelischen Kirche in Deutschland bzw. in Österreich waren folgende Regionalteile in Gebrauch:

### Anhalt, Pommern und Schlesische Oberlausitz
1951 wurde das EKG in der Evangelischen Landeskirche Anhalts, der Evangelischen Kirche von Schlesien und der Pommerschen Evangelischen Kirche eingeführt. Es erschien zunächst mit dem Untertitel
- Ausgabe für die Konsistorialbezirke Berlin, Magdeburg, Greifswald und Görlitz und für die Evangelische Landeskirche Anhalts und später mit dem Untertitel
- Ausgabe für die Evangelische Landeskirche Anhalt, Evangelische Kirche Berlin-Brandenburg, Evangelische Kirche des Görlitzer Kirchengebietes, Evangelische Landeskirche Greifswald, Evangelische Kirche der Kirchenprovinz Sachsen.

Es umfasste den Liederanhang „Sondergut der Konsistorialbezirke Berlin, Magdeburg, Greifswald und Görlitz und der Evang. Landeskirche Anhalts“ mit den Liedern Nr. 400–498 sowie „Lobgesänge“ Nr. 500–503. Ein von den Liedern inhaltsgleiches Gesangbuch erschien auch in separaten Ausgaben für die Evangelische Kirche in Berlin-Brandenburg und für die Evangelische Kirche der Kirchenprovinz Sachsen.

### Baden
Durch Beschluss der Landessynode vom 27. April 1951 wurde zum Reformationsfest 1951 das Gesangbuch in der Evangelischen Landeskirche in Baden zunächst mit dem Untertitel Ausgabe für die Vereinigte Evangelisch-protestantische Landeskirche Badens und später mit dem Untertitel Ausgabe für die Evangelische Landeskirche in Baden eingeführt. Es umfasste den Liederanhang „Lieder der Vereinigten Evangelisch-protestantischen Landeskirche Badens“ mit den Liedern Nr. 400–516 sowie einen Melodienanhang.

### Bayern
Am 3. Mai 1957 beschloss die bayerische Landessynode das EKG mit dem Untertitel Ausgabe für die Evangelisch-Lutherische Kirche in Bayern einzuführen. Der „Liederanhang zum Evangelischen Kirchengesangbuch für die Evangelisch-Lutherische Kirche in Bayern“ umfasste die Lieder Nr. 401–547.

### Berlin-Brandenburg
Auf Beschluss der Provinzialsynode der Evangelischen Kirche in Berlin-Brandenburg vom 7. Februar 1951 führte die Kirchenleitung am 1. Advent 1951 das EKG mit dem Untertitel Ausgabe für die Evangelische Kirche Berlin-Brandenburg ein. Sein Liederanhang umfasste „Sondergut der Konsistorialbezirke Berlin, Magdeburg, Greifswald und Görlitz und der Evangelischen Landeskirche Anhalts“ mit den Liedern Nr. 400–498 sowie „Lobgesänge“ Nr. 500–503. Es stimmte in der Liedauswahl mit der Gemeinschaftsausgabe der anderen unierten Landeskirchen in der DDR überein, nämlich der Kirche des Görlitzer Kirchengebietes bzw. der Kirche der Schlesischen Oberlausitz und der Kirche in Greifswald bzw. der Pommerschen Evangelischen Kirche und der Evangelischen Kirche Anhalts, und es erschien ferner auch in einer separaten Ausgabe für die Evangelische Kirche der Kirchenprovinz Sachsen. Es war darüber hinaus auch in der später geteilten Evangelischen Kirche in Berlin-Brandenburg (Berlin-West) im Gebrauch.

### Braunschweig
Das EKG mit dem Untertitel Ausgabe für die evangelisch-lutherischen Kirchen Niedersachsens – Braunschweig für die Evangelisch-Lutherische Landeskirche in Braunschweig wurde mit Rundschreiben vom 10. November 1949 zur Konfirmation 1950 angekündigt und dann auch herausgegeben. Es enthielt einen gemeinsamen „Liederanhang zum Evangelischen Kirchengesangbuch für die Evangelisch-Lutherische Kirchen Niedersachsens“ mit den Liedern Nr. 400–483, den „Sonderanhang zum Evangelischen Kirchengesangbuch für die Evangelisch-Lutherische Landeskirchen Braunschweig und Schaumburg-Lippe“ mit den Liedern Nr. 484–498 sowie „Liturgische Gesänge“ Nr. 500–580. Der Liedbestand war in Braunschweig und Schaumburg-Lippe identisch.

### Bremen
Der Kirchenausschuss der Bremischen Evangelischen Kirche veranlasste im Advent 1950 die Herausgabe des EKG mit dem Untertitel. Zum Liederanhang „Lieder der Evangelischen Kirche in Bremen“ gehörten die Nr. 400–479.

### Hannover
Die EKG-Ausgabe für die evangelisch-lutherischen Kirchen Niedersachsens – Hannover wurde ca. 1950 eingeführt. Die Ausgabe für die Evangelisch-Lutherische Landeskirche Hannovers umfasste den „Liederanhang zum Evangelischen Kirchengesangbuch für die Evangelisch-Lutherischen Kirchen in Niedersachsen“ mit den Liedern Nr. 400–483 und „Liturgische Gesänge“ Nr. 500–580. Es war von den Liedern inhaltsgleich mit der Ausgabe für die Evangelisch-Lutherische Kirche in Oldenburg.

### Hessen und Nassau

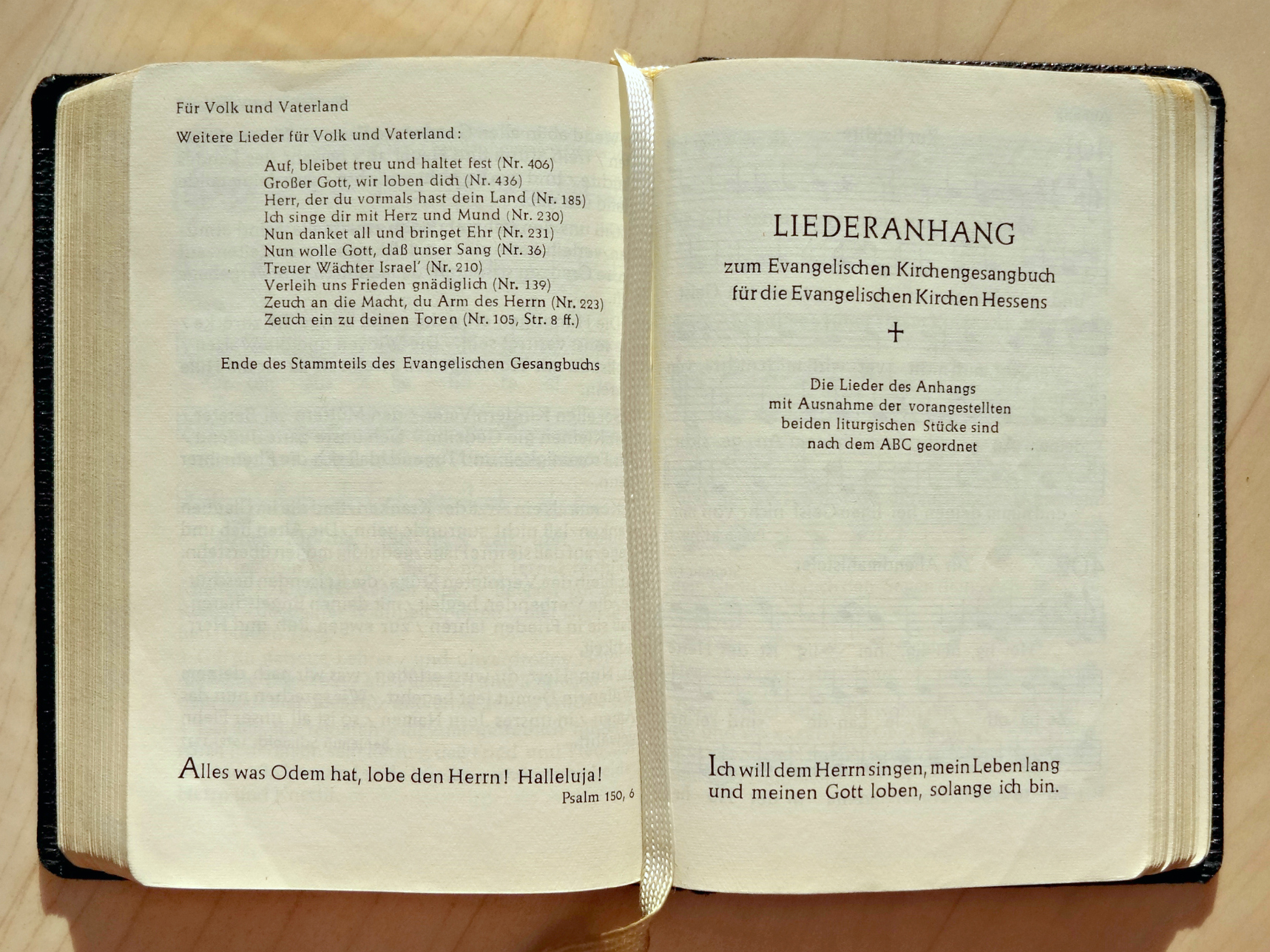
Liederanhang zum Evangelischen Kirchengesangbuch für die Evangelischen Kirchen Hessens

Das auf Beschluss der Ersten Kirchensynode der Evangelischen Kirche in Hessen und Nassau vom 14. April 1950 für die Evangelische Kirche in Hessen und Nassau mit dem Untertitel Ausgabe für die Evangelische Kirche in Hessen und Nassau herausgegebene Gesangbuch umfasste den „Liederanhang zum Evangelischen Kirchengesangbuch für die Evangelischen Kirchen Hessens“ mit den Liedern Nr. 401–478. Es war von den Liedern inhaltsgleich mit der Ausgabe für die Evangelische Kirche Kurhessen-Waldeck.

### Kurhessen-Waldeck
Die Ausgabe Kurhessen-Waldeck des EKG umfasste einen „Liederanhang zum Evangelischen Kirchengesangbuch für die Evangelischen Kirchen Hessens“, zu dem die Nr. 401–478 gehörten. Er war mit der hessen-nassauischen Ausgabe identisch.

### Mecklenburg
Ca. 1950 wurde in Evangelisch-Lutherischen Landeskirchen Mecklenburgs das Gesangbuch mit dem Untertitel Ausgabe für die Evangelisch-Lutherische Landeskirche Mecklenburgs eingeführt. Ein „Anhang der Evangelisch-Lutherischen Landeskirche Mecklenburgs“ beinhaltete die Lieder 400–465. 1975 beteiligte sich Mecklenburg an der Gemeinschaftsausgabe aller drei lutherischen Landeskirchen in der DDR. Somit erschien die neue Ausgabe des Gesangbuch unter dem Titel Ausgabe für die Evangelisch-Lutherische Landeskirche Mecklenburgs, Evangelisch-Lutherische Landeskirche Sachsens, Evangelisch-Lutherische Kirche in Thüringen. Zu seinem „Liederanhang für Sachsen, Thüringen und Mecklenburg“ gehörten die Lieder Nr. 401–477 sowie „Liturgische Stücke“ Nr. 501–536.

### Nordelbien
In den vier Vorgängerkirchen der späteren Nordelbischen Evangelisch-Lutherischen Kirche (z. B. in Schleswig-Holstein durch Beschluss der Landessynode vom 8. Mai 1953) wurde zunächst die Ausgabe für die Evangelisch-lutherischen Landeskirchen Schleswig-Holstein-Lauenburg, Hamburg, Lübeck und Eutin eingeführt. Seit etwa 1976 trug sie dem Untertitel Ausgabe für die Nordelbische Evangelisch-Lutherische Kirche. Die Lieder Nr. 400–499 und die Liturgischen Gesänge Nr. 500–525 bzw. später die Liturgische Gesänge Nr. 500–596 bildeten den „Liederanhang zum Evangelischen Kirchengesangbuch für die Evangelisch-lutherischen Landeskirchen Schleswig-Holstein-Lauenburg/Hamburg/Lübeck/Eutin“.

### Oldenburg
Die Ausgabe für die evangelisch-lutherischen Kirchen Niedersachsens – Oldenburg wurde ab ca. 1950 für die Evangelisch-Lutherische Kirche in Oldenburg herausgegeben. Den mit Hannover identischen „Liederanhang zum Evangelischen Kirchengesangbuch für die Evangelisch-Lutherischen Kirchen Niedersachsens“ bildeten die Lieder Nr. 400–498 und die liturgische Gesänge unter den Nr. 500–580.

### Pfalz
Die Pfälzische Landessynode beschloss im Mai 1951 das EKG mit dem Untertitel Ausgabe für die Vereinigte, protestantisch-evangelische, christliche Kirche der Pfalz im Jahre 1952 herauszugeben. Später wurde der Untertitel in Ausgabe für die Evangelische Kirche der Pfalz geändert. Die Liedern Nr. 400–498 bildeten den landeskirchlichen Teil.

### Reformierte Kirche
Mit dem Untertitel Ausgabe für die Evangelisch-reformierte Kirche in Nordwestdeutschland führte die Evangelisch-reformierte Kirche in Nordwestdeutschland (heute Evangelisch-reformierte Kirche) das Gesangbuch ein. Sein „Landeskirchlicher Liederteil für Rheinland, Westfalen und Lippe sowie für die Evangelisch-reformierte Kirche in Nordwestdeutschland“ umfasste neben den mit Lippe, Rheinland und Westfalen gemeinsamen Liedern Nr. 400–553 auch noch den „Psalter 1–150“ mit einigen Neubearbeitungen durch den Gesangbuchausschuss.

### Reformierte Gemeinden der DDR
Die reformierten Gemeinden der DDR führten 1951 das EKG mit dem Untertitel Ausgabe für die Evangelisch-Reformierten Gemeinden ein. Sein „Lieder-Anhang“ mit den Liedern Nr. 400–498 sowie „Reformierte Psalmen in Auswahl“, die nach einem Beschluss des 4. Generalkonvents der reformierten Prediger im Raume der DDR und Groß-Berlins vom 24. Oktober 1951 ausgewählt wurden, bildeten den Eigenbestand.

### Rheinland, Westfalen und Lippe
Bedingt durch einen auf 40 Jahre angelegten Verlagsvertrag für das 1929 erschienene Evangelische Gesangbuch für Rheinland und Westfalen konnte die rheinisch-westfälisch-lippische EKG-Ausgabe erst 1969 erscheinen, was in der Folge auch dazu führte, dass die beteiligten Kirchen auch das nachfolgende Evangelisches Gesangbuch als Letzte an Invokavit bzw. am 1. Adventssonntag 1996 in Gebrauch setzten. Die Ausgabe für die Landeskirchen Rheinland, Westfalen und Lippe wurde an Invokavit, dem 1. Passionssonntag, 1969 in Westfalen und Lippe sowie am 1. Advent in der Evangelischen Kirche im Rheinland eingeführt. Der Liederanhang „Landeskirchlicher Liederteil für Rheinland, Westfalen und Lippe sowie für die Evangelisch-reformierte Kirche in Nordwestdeutschland“ mit den Liedern Nr. 400–556 war in seinem Liedbestand mit der Ausgabe für die Evangelisch-reformierte Kirche – Synode evangelisch-reformierter Kirchen in Bayern und Nordwestdeutschland inhaltsgleich.

### Sachsen
1950 gab die Evangelisch-Lutherische Landeskirche Sachsens das Gesangbuch mit dem Untertitel Ausgabe für die Evangelisch-Lutherische Landeskirche Sachsens heraus. Den „Liederanhang der Evangelisch-Lutherischen Landeskirche Sachsens“ bildeten die Nr. 400–502. 1975 beteiligte sich die sächsische Landeskirche an der Gemeinschaftsausgabe aller drei lutherischen Landeskirchen in der DDR. Somit erschien die neue Ausgabe unter dem Titel Ausgabe für die Evangelisch-Lutherische Landeskirche Mecklenburgs, Evangelisch-Lutherische Landeskirche Sachsens, Evangelisch-Lutherische Kirche in Thüringen. Die Lieder Nr. 401–477 sowie die „Liturgische Stücke“ Nr. 501–536 gehörten zum „Liederanhang für Sachsen, Thüringen und Mecklenburg“.

### Kirchenprovinz Sachsen
Das EKG wurde in einer provinzsächsischen Ausgabe für die Evangelische Kirche der Kirchenprovinz Sachsen am 1. Advent 1953 herausgegeben. Grundlage war ein provinzsynodaler Beschluss vom 14. Februar 1952. Es umfasste den Liederanhang „Sondergut der Evangelischen Kirche der Union und der Evangelischen Landeskirche Anhalts“ mit den Liedern Nr. 400–503 bzw. „Sondergut der Konsistorialbezirke Berlin, Magdeburg, Greifswald und Görlitz und der Evangelischen Landeskirche Anhalts“ mit den Liedern Nr. 400–498 und „Lobgesänge“ Nr. 500–503. Der Liedteil deckte sich mit der Gemeinschaftsausgabe der anderen unierten Landeskirchen in der DDR, nämlich der Kirche des Görlitzer Kirchengebietes bzw. der Kirche der Schlesischen Oberlausitz und der Kirche in Greifswald bzw. der Pommerschen Evangelischen Kirche, und der Evangelischen Kirche Anhalts und erschien ferner in einer weiteren separaten Ausgabe für die Evangelische Kirche in Berlin-Brandenburg.

### Schaumburg-Lippe
Etwa 1950 wurde in der Evangelisch-Lutherischen Landeskirche Schaumburg-Lippe das EKG mit dem Untertitel Ausgabe für die evangelisch-lutherischen Kirchen Niedersachsens – Schaumburg-Lippe eingeführt. Zum Gesangbuch gehörten der „Liederanhang zum Evangelischen Kirchengesangbuch für die Evangelisch-Lutherischen Kirchen Niedersachsens“ mit den Liedern Nr. 400–483, der „Sonderanhang zum Evangelischen Kirchengesangbuch für die Evangelisch-lutherischen Landeskirchen Braunschweig und Schaumburg-Lippe“ mit den Liedern Nr. 484–498 sowie „Liturgische Gesänge“ Nr. 500–580. Die Liedteile des schaumburg-lippischen und des braunschweigischen Gesangbuches waren identisch.

### Kirchenkreis Schmalkalden
Das Gebiet des Kirchenkreises entspricht dem der Herrschaft Schmalkalden, die ab 1360 zur Hälfte zur Landgrafschaft Hessen und ab 1583 zur Landgrafschaft Hessen-Kassel gehörte. 1873 wurde im Rahmen einer Zentralisierung der kirchlichen Strukturen die Diözese Schmalkalden geschaffen, die dann auch ab 1934 als Dekanat Schmalkalden innerhalb der Evangelischen Kirche von Kurhessen-Waldeck bestand. Als der Landkreis Herrschaft Schmalkalden 1944 von der preußischen Provinz Hessen-Nassau in den Regierungsbezirk Erfurt überging und 1945 zum Land Thüringen kam, änderte sich an der kirchlichen Zugehörigkeit zu Kurhessen-Waldeck nichts. Daher übernahm der Kirchenkreis Schmalkalden im Jahr 1955 den hessischen Regionalteil, fügte allerdings als Schmalkaldener Eigengut unter der Nummer 479 das Lied Meine Liebe hängt am Kreuz von Adam Tribbechow aus dem Jahr 1676 hinzu (4. Strophe von Johann Heinrich Rumpel 1691, Melodie Gotha 1715). Zudem wurden 19 Lieder für die Jugend beigegeben. Andererseits wurden 14 Lieder aus dem hessischen Eigenteil weggelassen. Nachdem der Eingliederung des Kirchenkreises in die Evangelisch-lutherische Kirche in Thüringen im Jahr 1970 kam 1976 eine neue EKG-Ausgabe heraus, die nunmehr den Eigenteil für die drei lutherischen Landeskirchen in der DDR übernahm, allerdings erneut um das Lied Meine Liebe hängt am Kreuz ergänzt, das die Nummer 478 erhielt. Die Lieder für die Jugend aus der Ausgabe 1955 entfielen. Beiden Ausgaben gemeinsam waren ein kurzer Text über Luthers Schmalkaldische Artikel (der in der Ausgabe von 1976 die Nummer 924 erhielt) sowie eine Erläuterung zu der von Herrad Fuchs geschaffenen Titelvignette des Schmalkalder Anhangs, auf welcher 13 Kirchen aus dem Kirchenkreis abgebildet sind.

### Thüringen
Am 5. Mai 1950 beschloss die Synode der Evangelisch-Lutherischen Kirche in Thüringen das EKG mit dem Untertitel Ausgabe für die Evangelisch-Lutherische Kirche in Thüringen einzuführen. Ein „Liederanhang zum EKG für die Evangelisch-Lutherische Kirche in Thüringen“ mit den Liedern Nr. 401–492 und „Liturgische Stücke“ Nr. 501–531 ergänzten den Stammteil. 1975 beteiligte sich die thüringische Kirche an der Gemeinschaftsausgabe aller drei lutherischen Landeskirchen in der DDR. Somit erschien die neue Ausgabe unter dem Titel Ausgabe für die Evangelisch-Lutherische Landeskirche Mecklenburgs, Evangelisch-Lutherische Landeskirche Sachsens, Evangelisch-Lutherische Kirche in Thüringen. Dieses Gesangbuch umfasste den „Liederanhang für Sachsen, Thüringen und Mecklenburg“ mit den Liedern Nr. 401–477 sowie „Liturgische Stücke“ Nr. 501–536.

### Württemberg
Die Evangelische Landeskirche in Württemberg führte zum Advent 1953 das EKG ein. Grundlage war ein Beschluss des Evangelischen Landeskirchentages vom 13. November 1952. Zu der Ausgabe mit dem Untertitel Ausgabe für die Evangelische Landeskirche in Württemberg gehörte der Liederanhang „Die besonderen Lieder der Evangelischen Landeskirche in Württemberg“ mit den Liedern Nr. 401–599.

### Österreich
Dieses 1960 mit dem Untertitel Ausgabe für die Evangelische Kirche Augsburgischen und Helvetischen Bekenntnisses in Österreich für die Evangelische Kirche A.B. in Österreich und die Evangelische Kirche H.B. in Österreich eingeführte Gesangbuch umfasste den Liederanhang „2. Teil: Die besonderen Lieder der Evangelischen Kirche in Österreich“ mit den Liedern Nr. 401–531.

## Eigenausgabe der SELK
Die Selbständige Evangelisch-Lutherische Kirche führte 1987 das EKG mit einem eigenen Anhang ein. Es wurde im Jahr 2000 durch das Beiheft zum Evangelisch-Lutherischen Kirchengesangbuch ergänzt.
Das Gesangbuch wurde 2021 durch ein eigenes Gesangbuch abgelöst. Dieses Gesangbuch, das ELKG², hat einen völlig anderen Aufbau.